# Narvi (Tolkien)
Narvi is in J.R.R. Tolkiens fictieve geschiedenis van Midden-Aarde een dwerg uit Moria.
Hij maakte Westelijke Poort van Moria volgens de inscriptie in Ithildin, dat leesbaar was als er maan- of sterrenlicht op scheen:
Ennyn Durin Aran Moria: pedo mellon a minno. Im Narvi hain echant: Celebrimbor o Eregion teithant i thiw hin.
Nederlands: De Deuren van Durin, Heer van Moria. Spreek, vriend en kom binnen. Ik, Narvi, heb ze gemaakt. Celebrimbor uit Hulst tekende deze letters.